# Vrnjačka Banja
Vrnjačka Banja (em cirílico: Врњачка Бања) é uma vila da Sérvia localizada no município de Vrnjačka Banja, pertencente ao distrito de Ráscia, na região de Ráscia. A sua população era de 10 004 habitantes segundo o censo de 2011.

## Demografia
| 1948 | 1953 | 1961 | 1971 | 1981 | 1991 | 2002 | 2011  |
| ---- | ---- | ---- | ---- | ---- | ---- | ---- | ----- |
| 2355 | 3158 | 4971 | 6520 | 9699 | 9812 | 9877 | 10004 |